# داب (رقص)
دابينغ أو الداب، هي  رقصة بسيطة أو لفتة لعوبة حيث يقوم الشخص بلوي اليد وإنزال الرأس وصولا إلى الذراع المائلة، وفي نفس الوقت يرفع الذراع المعاكسة في اتجاه مواز بشكل خارجي مستقيم. وينبغي عدم الخلط بينها وبين التحية النازية. وهي تشبه كثيراً ردة فعلك عندما تعطس، إذ تضع رأسك قرب كتفك.

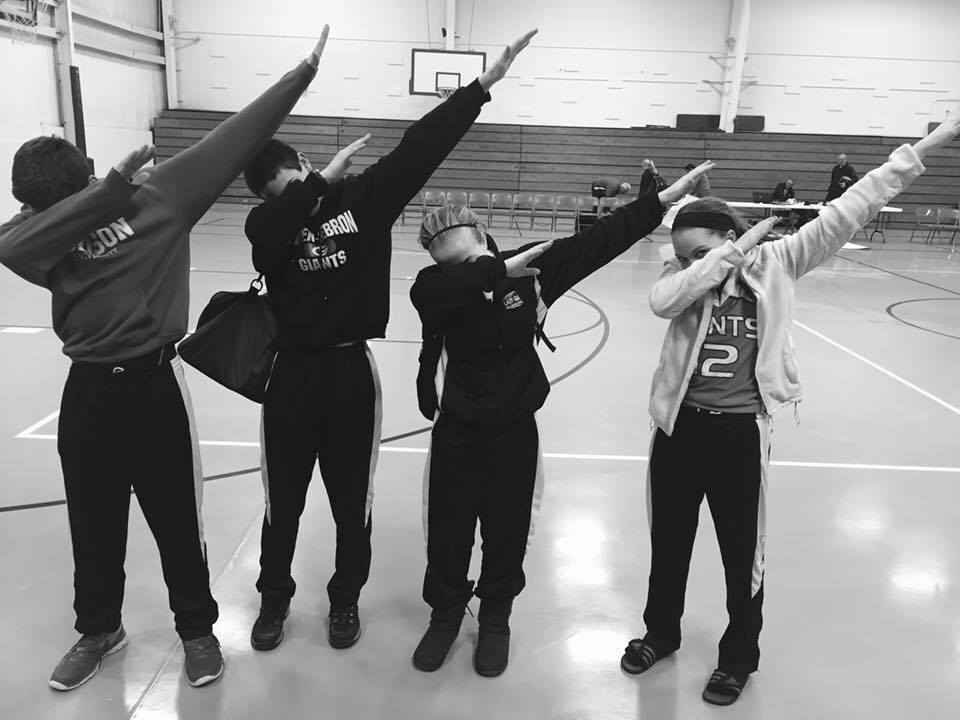
حركة الداب

## أصلها
تعود جذور رقصة الداب إلى أتلانتا ومشهد الهيب هوب هناك، ابتكرها مغني الراب بيوي لونقوي وشريكه سكيبا دا فليبا في عام 2010. أخذت الداب طابعاً شعبياً عندما استخدمتها فرقة «ميجوس» في أغنيتهم "Look at My Dab" وحققت الأغنية نجاحا كبيرا.

## الشهرة

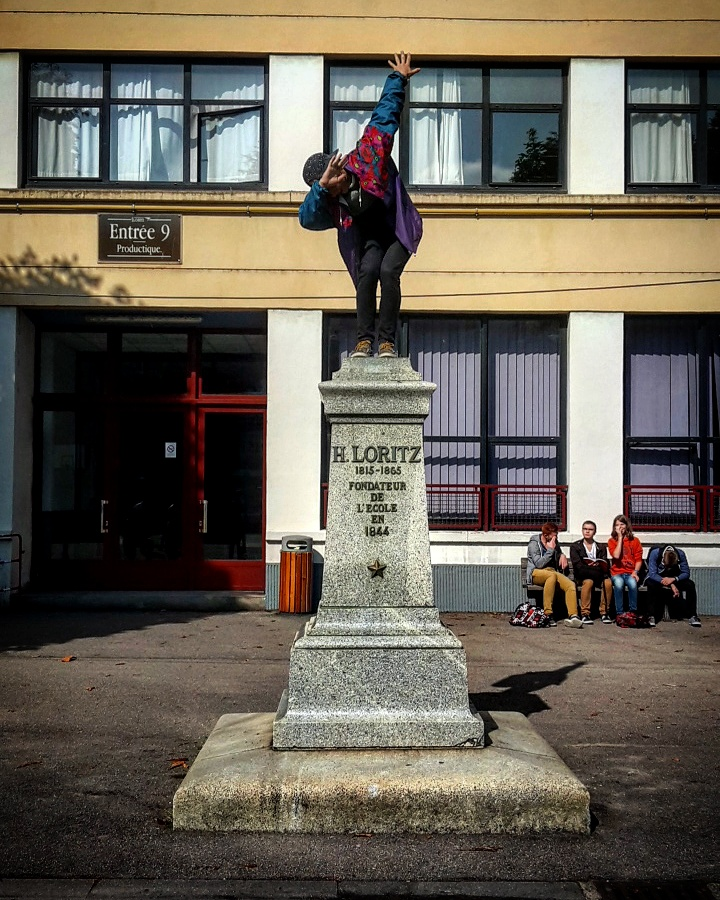
طالب يؤدي رقصة الداب أمام مدرسته

حازت الرقصة شهرة عالية في أنحاء الولايات المتحدة في سنة 2015. وكتبت مجلة إكس إكس إل المعنية بأخبار الهيب هوب في أغسطس 2015 «ما بدأ باعتباره رقصة محلية إقليمية في الجنوب سرعان ما أصبح حدث بارز في النوادي وزوايا الشوارع. ويطلق عليها الدابين». درَس جيسون ديرولو طريقة الرقصة لمضيفه جيمس كوردن خِلال عرض البرنامج الليلي في 3 نوفمبر 2015. اكتَسبت الداب الشعبية في الرياضة الأمريكية بعد احتفال كام نيوتن اللاعب المحترف في الدوري الوطني لكرة القدم الأمريكية أثناء المباراة ضد فريق تينيسي تايتن في 15 نوفمبر 2015. وفقا لرواية مجلة سبورتس ايلوستريتد للحالة «عندما قام اثنين من لاعبي فريق تينيسي تايتن بمواجهة اللاعب عن الاحتفال، استمر في الرقص في وجوههم بينما كان يتراجع نحو فريقه». علق كام نيوتن على الحادثة قائلا أن مراهقا بسن ال16 علمه طريقة الرقصة. لم تكن رقصة الداب حكرا على لاعبي الكرة فحسب، فقد تجاوزت نطاق فئة الشباب في الساحات الرياضية، لتصل إلى نجوم السياسة والدبلوماسية والفن أيضا، إذ فاجأت هيلاري كلينتون متابعيها خلال حملتها الانتخابية في يناير 2016 حينما قامت بالرقص على طريقة الداب في حلقتها مع إلين ديجينيريس، لزيادة شعبيتها عند الشعب الأمريكي، لتقحم الرقصة المشهورة في الساحة السياسية. وفي أكتوبر لوريتا سانشيز قام بحركة الداب في نهاية المناقشة مع مجلس الشيوخ. شارك رئيس الوزراء الكندي جاستن ترودو ووزير الهجرة أحمد حسين، مجموعة من الأطفال الرقص على إيقاع الداب، يتوسطهما عنصران من الشرطة في باحة البرلمان الكندي في العاصمة أوتاوا. وذلك خلال زياته طلاب مدرسة روجير نيلسون، في مدينة بيتيربورو في مقاطعة أونتاريو.

## الحظر في المملكة العربية السعودية
تم منع هذه الرقصة في المملكة العربية السعودية من قبل اللجنة الوطنية لمكافحة المخدرات وزعمت أنها ترمز إلى تعاطي المخدرات،  وتضع من يؤديها تحت طائلة الإجراءات القانونية. وأزالت الأمانة العامة في 12 أغسطس 2017 مانيكان بهيئة رقصة الداب في أحد محلات الملابس بشارع شبرا في الطائف.